# Civico acquario marino di Trieste
L 'acquario marino di Trieste nasce a Trieste nel 1933 in un lato dell'edificio della ex pescheria Centrale (ora trasformata in sala espositiva, chiamata Salone degli Incanti).
L'acquario dispone di 25 vasche, che ricostruiscono diversi ambienti marini, nelle quali ospita specie prevalentemente adriatiche (celenterati, anellidi, molluschi, echinodermi e crostacei). 
Al piano terra sono presenti anche una grande vasca ottagonale che ospita squali e razze ed una che ospitava alcuni pinguini (Spheniscus demersus) provenienti dal Sudafrica. Un esemplare di pinguino, noto con il nome di Marco, è vissuto nell'acquario per ben 31 anni.
Il primo piano è occupato dal vivarium dove sono ospitate numerose specie di anfibi, rettili e pesci d'acqua dolce. È presente anche un grande terrario dove è ricostruito uno stagno carsico nel quale si riproducono rospi comuni, rane verdi ed ululoni.

## L'edificio
L'edificio della pescheria è stato eretto nel 1913 su progetto dell'architetto Giorgio Polli.

Il "campanile" che si erge sulla parte sinistra dell'acquario era in realtà una "torre dell'acqua", in quanto conteneva il serbatoio sopraelevato di acqua marina che poi veniva fatta affluire ai banchi di vendita dei pesci. La pescheria era composta da un ampio salone centrale, con i banchi di vendita, mentre dalla parte opposta all'acquario, ove adesso si trova l'entrata principale della sala espositiva, c'era la sala per le aste del pescato.

## Galleria d'immagini

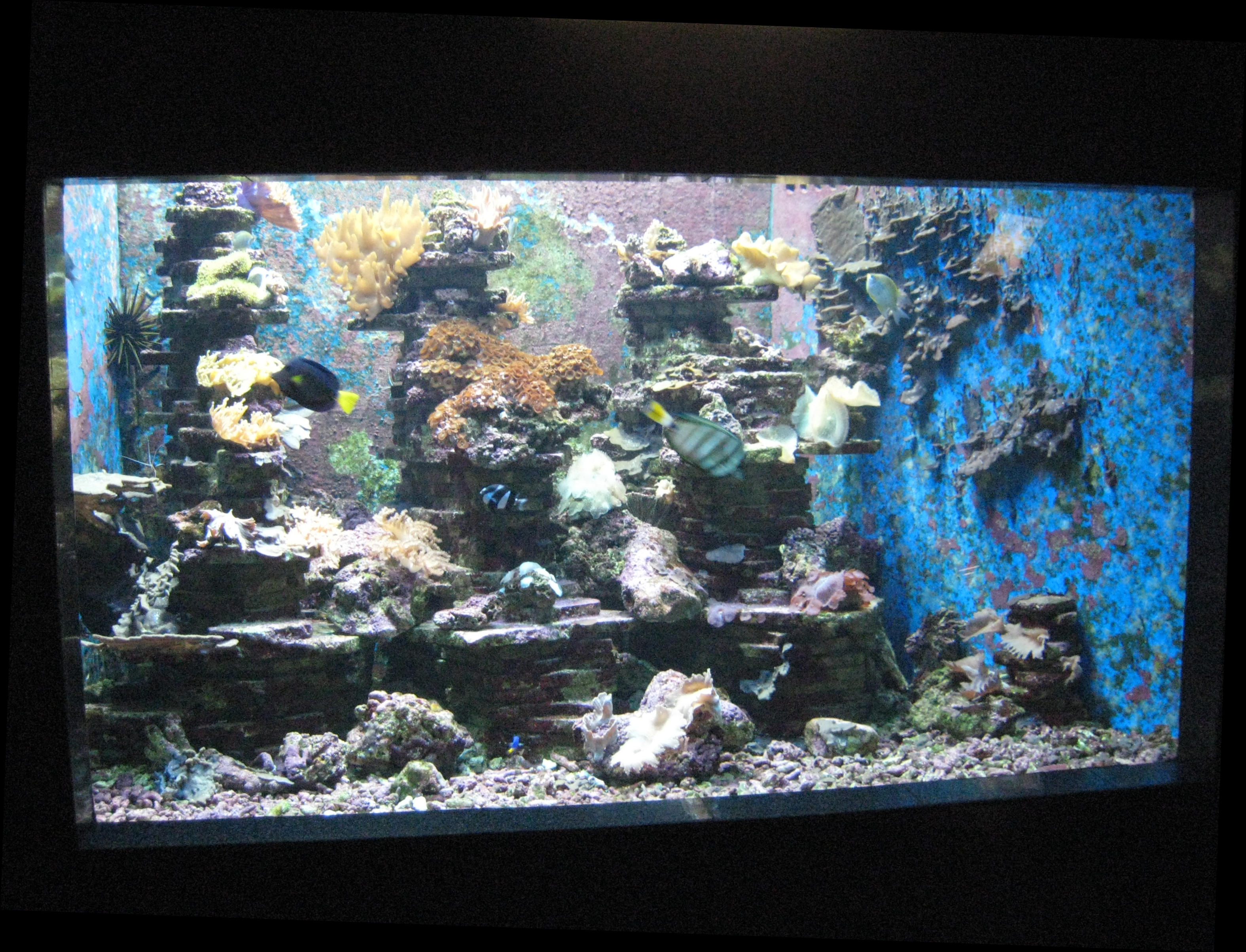
Una vasca con pesci tropicali
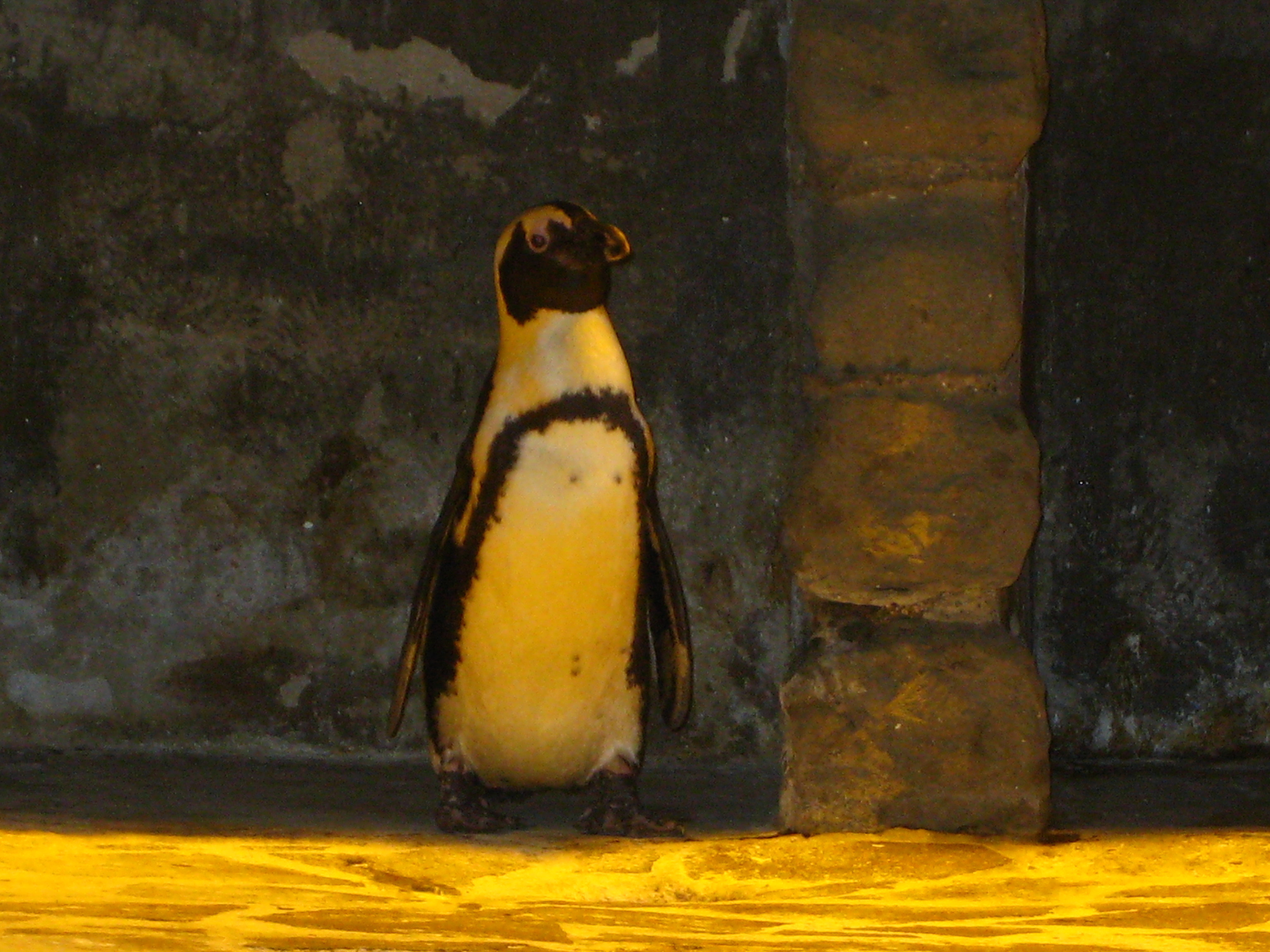
Un pinguino
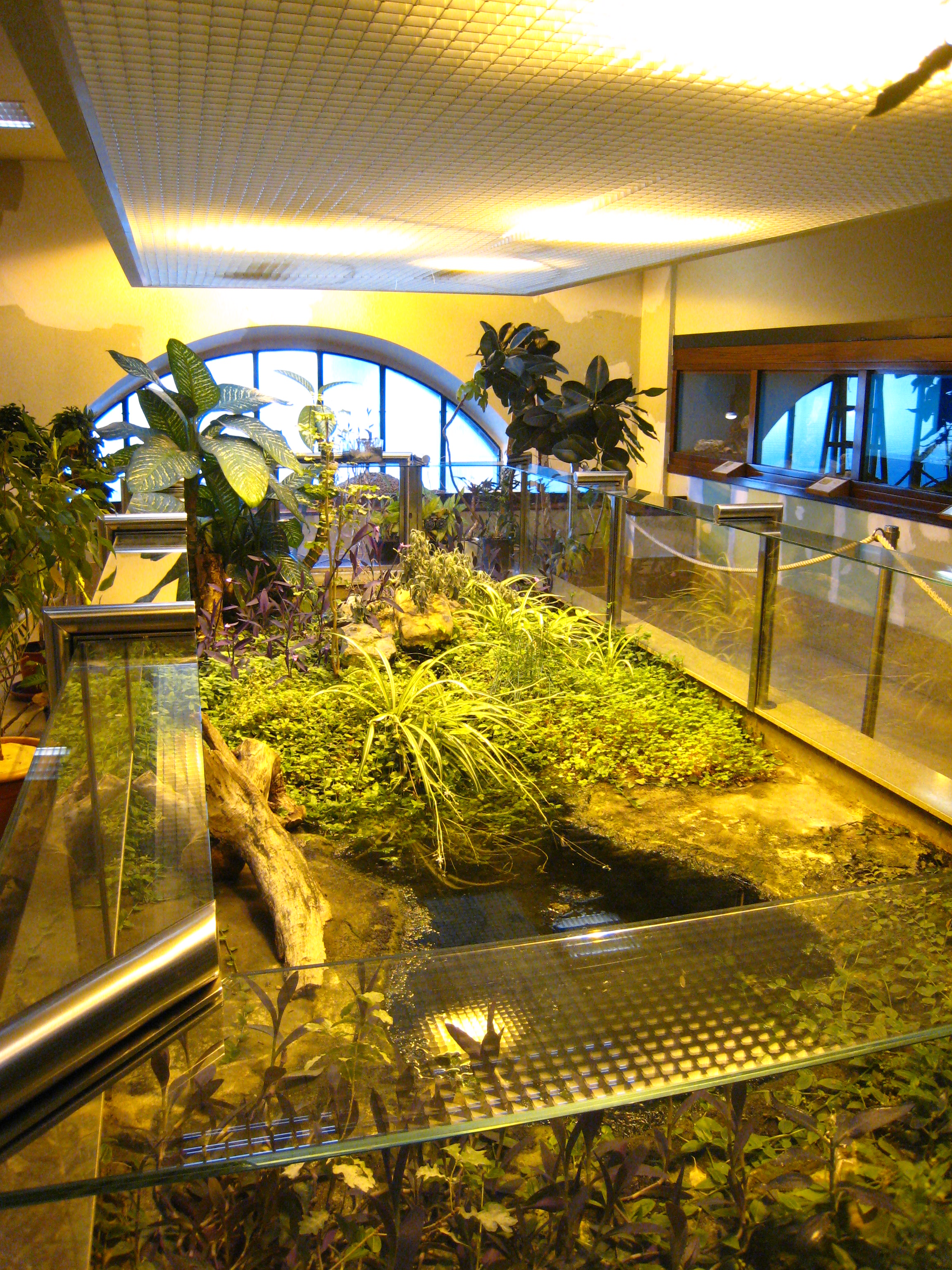
Il vivarium
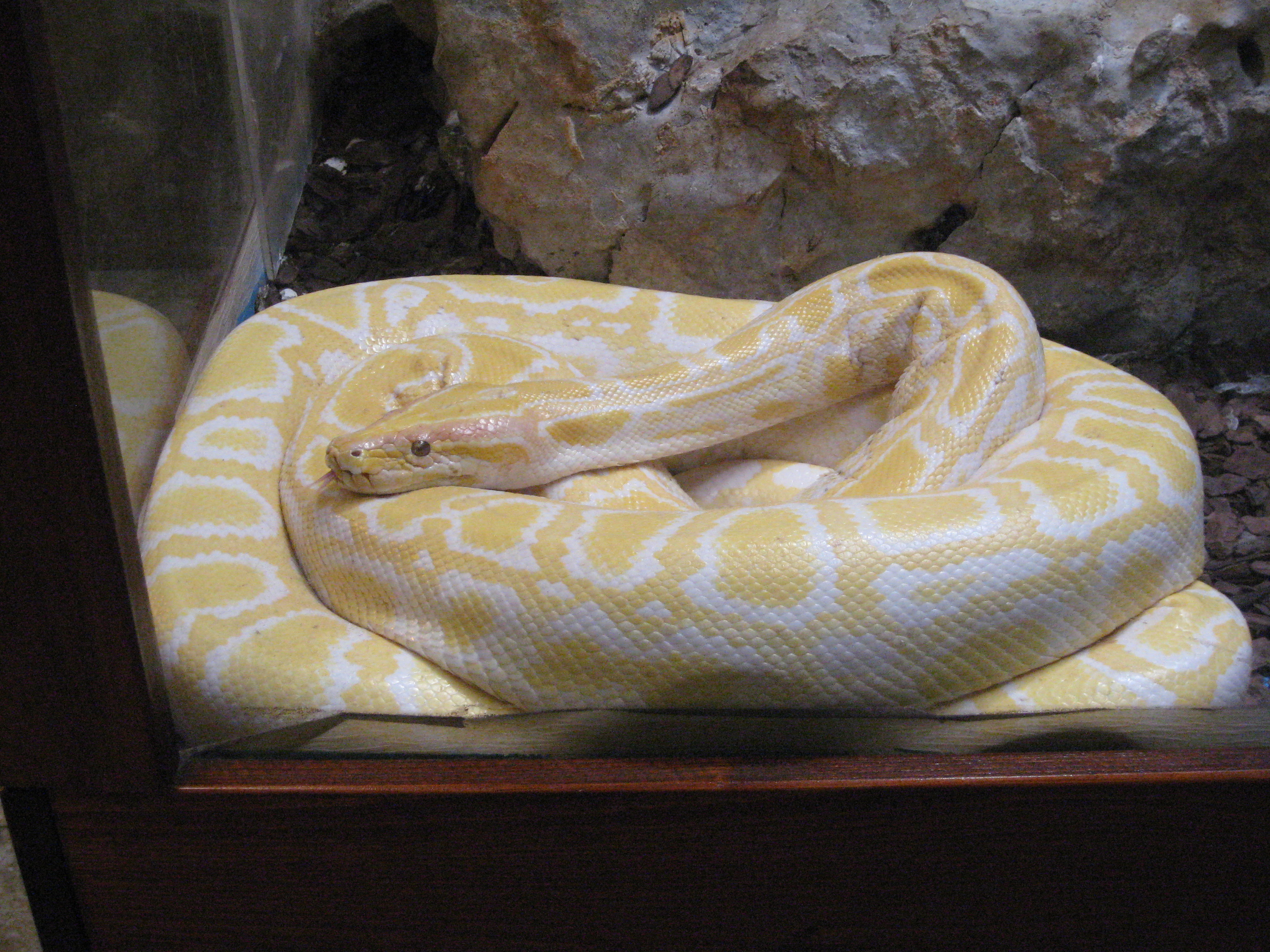
Pitone delle rocce indiano
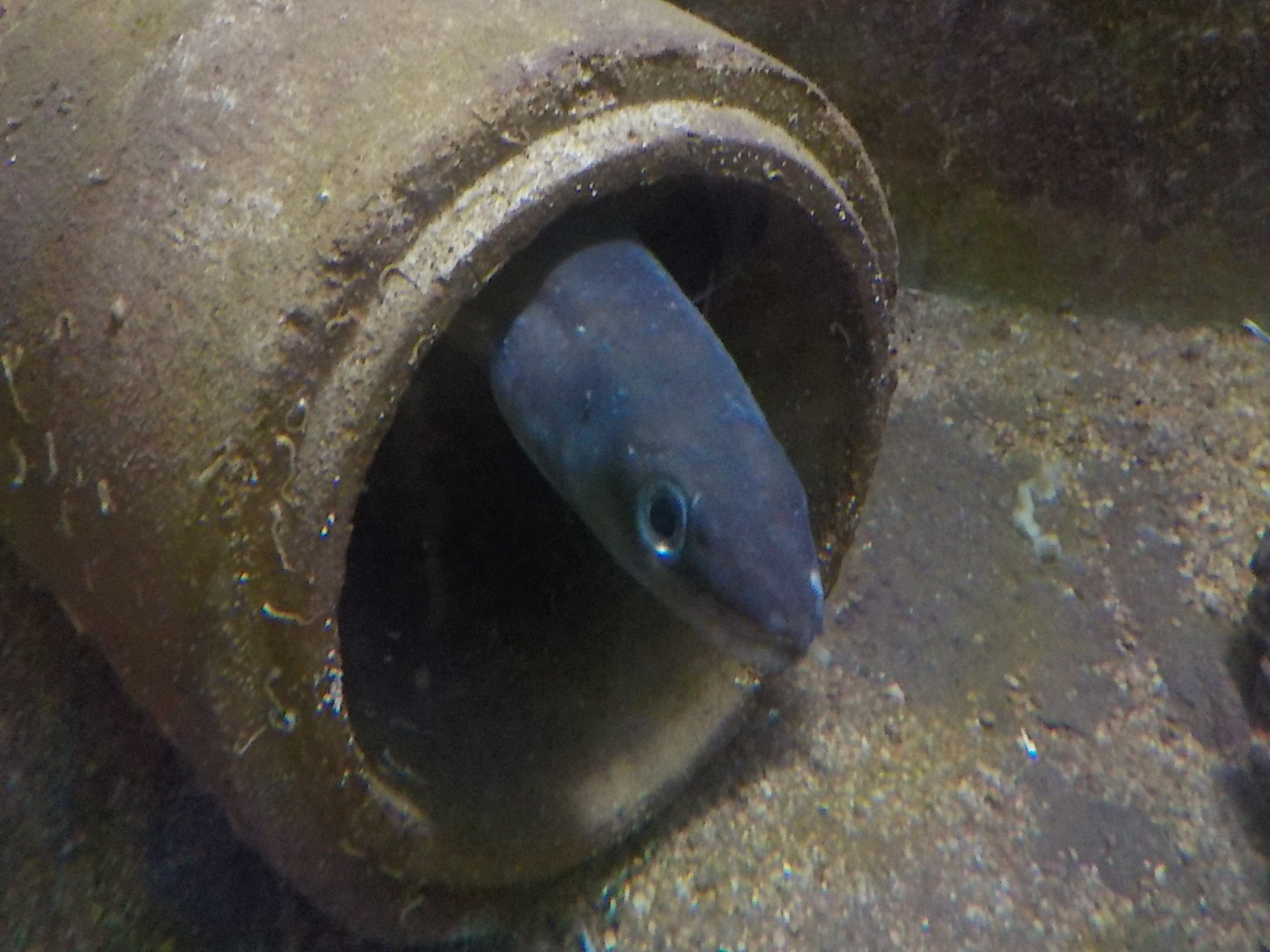
Grongo